# فدریکو بیکورو
فدریکو بیکورو (انگلیسی: Federico Bikoro؛ زادهٔ ۱۷ مارس ۱۹۹۶) بازیکن فوتبال اهل گینه استوایی است.
از باشگاه‌هایی که در آن بازی کرده‌است می‌توان به اشاره کرد.
وی همچنین در تیم ملی فوتبال گینه استوایی بازی کرده‌است.